# Onofre Parés
Onofre Parés (Manresa, 27 d'octubre de 1891 - Vilafranca del Penedès, 26 d'octubre de 1976) fou un escriptor català, conegut per haver escrit una de les primeres novel·les futuristes o utòpiques en llengua catalana: L'illa del gran experiment. Reportatges de l'any 2000, publicada per Llibreria Catalonia el 1927.
Nascut a Manresa, va estudiar als Jesuïtes de la ciutat. Posteriorment va fer estudis humanístics, que va completar amb estudis de física superior. Quan va acabar els estudis, a 22 anys, va marxar a viure de rellogat en un pis de Barcelona, compartint pis amb un matrimoni i treballant com a corrector. No se li coneix parella i es creu que va viure tota la vida sol. Només s'ha trobat una documentació gràfica seva de quan va anar a la comunió d'un nebot seu a Manresa el 1967.
Junt amb Homes Artificials (1912) de Frederic Pujulà i Vallès i L'estrella amb cua, d'Eduard Girbal i Jaume, l'obra L'illa del gran experiment. Reportatges de l'any 2000 (Llibreria Catalònia, 1927) d'Onofre Parés va ser un dels primers intents novel·lístics de fer ciència-ficció en català. L'obra és de caràcter futurista i està ambientada a Austràlia en l'any 2000, tot i que el relat comença als anys 50 del segle xx. Amb l'arribada del franquisme la ciència-ficció en català va gairebé desaparèixer, i no fou fins a Manuel de Pedrolo i el seu Mecanoscrit del Segon Origen de 1974 i amb l'arribada de la transició democràtica que el gènere es va anar normalitzant progressivament. El 1999 es va reeditar l'obra de Parés, en una edició gestionada per Pau Riba i Antoni Munné-Jordà.
Alguns autors consideren l'obra de Parés com una revisió de New Atlantis de Francis Bacon, en referència al concepte de l'allargament de la vida com a exemple de la revolució idealista adaptada al positivisme científic de principis del segle xx. D'altres, com Jordi Solé i Camardons, apunten que Onofre Parés potser podria ser un pseudònim d'un autor col·lectiu, integrat, entre d'altres, per Frederic Pujulà i Vallès.

### Publicacions
- L'illa del Gran Experiment (Llibreria Catalònia, 1927)